# Episodi di Kojak (quarta stagione)
Questa voce contiene trame, dettagli e crediti dei registi e degli sceneggiatori della quarta stagione della serie televisiva Kojak.
Negli Stati Uniti, la serie andò in onda sulla CBS dal 26 settembre 1976 al 22 marzo 1977.
In Italia, questa stagione fece la sua comparsa su Rai 1 il 28 aprile 1982 con l'ottavo episodio. Nella prima trasmissione italiana, gli episodi furono mandati in onda in un ordine non cronologico e mescolati a episodi delle altre stagioni.
| n° | Titolo originale                             | Titolo italiano                  | Prima TV USA      | Prima TV Italia   |
| -- | -------------------------------------------- | -------------------------------- | ----------------- | ----------------- |
| 1  | Birthday Party                               | Il ricatto                       | 26 settembre 1976 |                   |
| 2  | A Summer Madness                             | Una calda estate                 | 3 ottobre 1976    | 8 dicembre 1982   |
| 3  | Law Dance                                    | Il processo                      | 10 ottobre 1976   |                   |
| 4  | Out of the Shadows                           | L'accoltellatore                 | 17 ottobre 1976   |                   |
| 5  | A Need to Know                               | Sete di sapere                   | 24 ottobre 1976   | 21 luglio 1982    |
| 6  | An Unfair Trade                              | Per legittima difesa             | 31 ottobre 1976   |                   |
| 7  | A Hair-Trigger Away                          | A tu per tu con la droga         | 7 novembre 1976   | 15 settembre 1982 |
| 8  | By Silence Betrayed                          | Tradito dal silenzio             | 14 novembre 1976  | 28 aprile 1982    |
| 9  | A Shield for Murder (Part 1 & 2)             | Un sordo conflitto (parte 1 & 2) | 21 novembre 1976  |                   |
| 10 | A Shield for Murder (Part 1 & 2)             | Un sordo conflitto (parte 1 & 2) | 21 novembre 1976  |                   |
| 11 | The Pride and the Princess                   | Storia di paese                  | 28 novembre 1976  |                   |
| 12 | Black Thorn                                  | La spina nel fianco              | 5 dicembre 1976   | 16 giugno 1982    |
| 13 | Where Do You Go When You Have Nowhere to Go? | La guerra continua               | 12 dicembre 1976  | 24 novembre 1982  |
| 14 | Dead Again                                   | Un uomo morto due volte          | 19 dicembre 1976  | 20 ottobre 1982   |
| 15 | The Godson                                   | Il figlioccio                    | 4 gennaio 1977    | 2 giugno 1982     |
| 16 | The Condemned                                | Nato perdente                    | 11 gennaio 1977   | 15 dicembre 1982  |
| 17 | When You Hear the Beep, Drop Dead            | La controfigura                  | 18 gennaio 1977   |                   |
| 18 | I Was Happy Where I Was                      | Un tuffo nel passato             | 25 gennaio 1977   | 8 settembre 1982  |
| 19 | Kojak's Day (Part 1 & 2)                     | Una giornata dura (parte 1 & 2)  | 1º febbraio 1977  | 7 luglio 1982     |
| 20 | Kojak's Day (Part 1 & 2)                     | Una giornata dura (parte 1 & 2)  | 8 febbraio 1977   | 14 luglio 1982    |
| 21 | Monkey on a String                           | Corruzione a Manhattan Sud       | 15 febbraio 1977  | 1 settembre 1982  |
| 22 | Kiss It All Goodbye                          | Il prezzo della verità           | 22 febbraio 1977  | 22 settembre 1982 |
| 23 | Lady in the Squad Room                       | Una ragazza nella squadra        | 8 marzo 1977      |                   |
| 24 | Sister Maria                                 | Sister Maria                     | 15 marzo 1977     | 28 luglio 1982    |
| 25 | Another Gypsy Queen                          | Caccia al traditore              | 22 marzo 1977     |                   |

## Il ricatto
- Titolo originale: Birthday Party
- Diretto da: Sigmund Neufeld Jr.
- Scritto da: Abby Mann, Steven W. Carabatsos, Robert Hoskinsb
- Interpreti: Telly Savalas - Lt. Theo Kojak, Dan Frazer - Capt. Frank McNeil, Kevin Dobson - Det. Bobby Crocker, George Savalas - Det. Stavros, Marco St. John - Tony Papas, Donna Mitchell - Lena Martin, Richard Gere - Geno Papas, Julie Garfield - Paulina, Michael Durrell - Pete, Gigi Semone - Ellena, Daniel Faraldo - Nico, Michael Vale - Nightclub Manager, George Morfogen - Charley, Ron Max - Officer Mason, Joe Zaloom - Bartender, Mark Russell - Det. Saperstein, Vince Conti - Det. Rizzo, Frances Helm - Travel Agent

### Trama
Due agenti in servizio mobile intervengono per una rapina in un negozio. Due uomini, fratelli greci, e una donna nel tentativo di rapina, feriscono uno dei due agenti. Ne viene catturato uno, il feritore. Durante una festa di compleanno della nipotina di Kojak la donna del trio rapisce la bambina, ricattando Kojak per liberare il loro complice.

## Storia di paese
- Titolo originale: The Pride and the Princess
- Diretto da: Charles S. Dubin
- Scritto da: Abby Mann, James Mitchell, MillerSelwyn Raab
- Interpreti: Telly Savalas - Lt. Theo Kojak, Dan Frazer - Capt. Frank McNeil, Kevin Dobson - Det. Bobby Crocker, George Savalas - Det. Stavros, Maria Schell - Suor Lepar Angelica, Herb Edelman - Toza Stefanovic, Vivian Nathan - Mrs. Coletti, Harry Goz - Vito Coletti, Sam McMurray - Duke Peter Dushan, Gene Gross - The Hit Man, Norman Parker - padre Moiso, Ron Hunter - Marlow T. Caswick, Bradford English - poliziotto, Murray Horwitz - poliziotto, Jay Hargrove - Hearse Driver, Joe Dispenza - padre Joe Dispenza, Vince Conti - Det. Rizzo, Mark Russell - Det. Saperstein

### Trama
Una suora immigrata dalla Macedonia viene ferita da un killer, che la voleva morta per ordine della mafia italiana.

## Il figlioccio
- Titolo originale: The Godson
- Diretto da: Russ Mayberry
- Scritto da: Abby Mann, Joseph Gunn, Selwyn Raab
- Interpreti: Telly Savalas - Lt. Theo Kojak, Dan Frazer - Capt. Frank McNeil, Kevin Dobson - Det. Bobby Crocker, George Savalas - Det. Stavros, F. Murray Abraham - Eddie Gordon, Rosalind Cash - Mrs. Moore, Patricia Elliott - Christina, Todd Davis - Theo Kojak Moore, Mark Russell - Det. Saperstein, Vince Conti - Det. Rizzo, Haywood Nelson - Bobby Moore, David Harris - Bucky Norris, David Vasquez - Carlos Rivera, Gary Bolling - Stubby Belton, Roger Serbagi - Lane, Charles Randall - Mr. Van Ord, Gene Baylos - Tex Alston, Brian Dennehy - Peter Connor

### Trama
Il figlioccio di Kojak viene preso a seguito di una denuncia per rapina ed estorsione. Kojak tenta di aiutare il giovane personalmente per allontanarlo dal malaffare.